# Museo diocesano (Molfetta)
Il Museo-Pinacoteca di Molfetta è situato nei locali del Seminario Vescovile, nel centro storico della città.
Il primo nucleo museale è da ricondurre all'operato dell'ecclesiastico molfettese, Giuseppe Maria Giovene, il quale accumulò il materiale archeologico proveniente dal Pulo. In seguito nei primi anni del XIX secolo il vescovo Mons. Filippo Giudice Caracciolo, insieme all'arciprete Giovene, riorganizzò il patrimonio diocesano costituendo il primo nucleo del Museo.
Il museo ospita reperti provenienti da varie campagne di scavo effettuate sull'onda degli "entusiasmi ottocenteschi", nel Pulo di Molfetta e in altri siti archeologici circostanti.
Il secondo nucleo del Museo è legato al nome di un altro insigne sacerdote, Francesco Samarelli, che tra il 1908 e il 1910 scandagliò alcune località nell'agro di Molfetta rinvenendo manufatti litici e ceramici cronologicamente e culturalmente assimilabili a quelli del Pulo e oggi esposti nel Museo.
Dopo un lungo periodo di stasi, il 23 ottobre 1976 si istituì con decreto vescovile il Museo Diocesano, aperto al pubblico dal 1980.
Nel giugno 2009 si sono conclusi i lunghi lavori di restauro che hanno adeguato il museo alle più moderne teorie museografiche e museotecniche, hanno permesso l'ampliamento dei locali (su una superficie di circa 1500 m2) ospitando le oltre 200 opere provenienti da molte chiese dei quattro paesi della diocesi (Molfetta, Giovinazzo, Terlizzi, Ruvo) e la monumentale biblioteca dell'inizio del XIX secolo con oltre 47.000 volumi del XV - XVIII secolo.
Al piano terra la possibilità di ammirare la sezione archeologica che raccoglie sia materiale preistorico di Età Neolitica che di Età preromana; la galleria dei paramenti liturgici che rivelano l'evolversi del gusto e delle tipologie tessili e decorative dal XVII alla fine del XIX secolo; il lapidarium che custodisce i frammenti erratici provenienti dall'antico Duomo di Molfetta, dalle chiese e dall'arredo urbano; le due sale della statuaria che ospitano le antiche statue della Settimana Santa molfettese e una raccolta di reliquiari “a busto” in legno dipinto, risalenti al Seicento.

Al primo piano s'impone la monumentale Biblioteca del Seminario Vescovile, realizzata tra il 1837 e il 1844, che attualmente custodisce circa 47 000 opere, compresi manoscritti, incunaboli e cinquecentine e alcuni testi a stampa risalenti al Seicento e Settecento.
A completare il percorso è la Pinacoteca nella quale sono esposte opere comprese tra il XVI e XVIII secolo, a firma di grandi artisti quali Marco Cardisco, Francesco Cozza, Bernardo Cavallino, Corrado Giaquinto, Nicola Porta e altri della “scuola napoletana”.
Di non poco interesse sono anche la Sala del Tesoro che espone apparati e vasi sacri per la liturgia; la sezione della Scultura contemporanea dell'artista molfettese Vito Zaza; l'antica Cappella del Collegio dei Gesuiti, oggi Auditorium, riprogettata nell'Ottocento dall'arch. de Judicibus e arricchita dai dipinti murali di Michele Romano.